# Gerald Wollaston
Sir Gerald Woods Wollaston (1874 – 1957) è stato un genealogista e araldista britannico.

## Biografia
La famiglia Wollaston aveva una lunga tradizione araldica in collegamento con il College of Arms. Il bisnonno di Wollaston, infatti era Sir William Woods, Garter Principal King of Arms dal 1838 sino alla sua morte nel 1842. Suo nonno era invece Sir Albert William Woods che mantenne il medesimo incarico dal 1869 al 1904.
Il primo incarico araldico di Gerald Wollaston gli pervenne nel 1902 con la sua nomina a Fitzalan Pursuivant of Arms Extraordinary. Questa nomina gli pervenne con l'incoronazione di re Edoardo VII. EGli mantenne tale incarico sin quando non divenne membro del College of Arms l'11 gennaio 1906 come Bluemantle Pursuivant of Arms in Ordinary. Il 26 febbraio 1919, Wollaston venne promosso all'incarico di Richmond Herald of Arms in Ordinary. Egli rimase con questo incarico sino al 1929 quando venne nominato Norroy King of Arms. Egli divenne Garter Principal King of Arms nel 1930 rimpiazzando Henry Burke. Wollaston si ritirò dal suo incarico nel 1944 per divenire il secondo Norroy and Ulster King of Arms ove prestò servizio sino alla sua morte nel 1957.